# Elementos del periodo 1
| Grupo   | 1    | 2- 1 \|\| 18 |       |
| Periodo |      |              |       |
| 1       | 1 H  | ...          | 2 He  |
| 2       | 3 Li | ...          | 10 Ne |

Un elemento del periodo 1 es uno de los elementos químicos de la primera de siete filas (o períodos) de la tabla periódica de los elementos químicos. El número del período indica el número del nivel de energía principal que los electrones comienzan a llenar. El primer período solo llena el primer nivel de energía (1s) y contiene menos elementos que cualquier otra fila de la tabla, solo dos: el hidrógeno y el helio. Estos elementos se agrupan en la primera fila en virtud de propiedades que comparten entre sí. 
El hidrógeno (Z=1) tiene propiedades muy similares a las de los halógenos, pero debido a que sus propiedades químicas lo acercan más a los metales alcalinos, se suele representar el hidrógeno conjuntamente con aquellos.
El helio (Z=2) se comporta como un gas noble y se encuentra al final de la fila, colocado en el grupo 18 (VIIIA). El próximo período contiene ocho elementos, pues no es hasta entonces que se da otro elemento que se comporte como un gas noble (es decir, que tenga sus mismas propiedades). Esta situación puede explicarse mediante las teorías actuales de la estructura atómica.

## Vista general
La tabla periódica está compuesta en filas para ilustrar tendencias recurrentes (periódicas) en el comportamiento químico de los elementos a medida que aumenta el número atómico: se comienza una fila nueva cuando el comportamiento químico vuelve a repetirse, lo que significa que los elementos de comportamiento similar se encuentran en las mismas columnas verticales. Estas filas horizontales de la tabla periódica son llamadas períodos. Un elemento en un período se diferencia del anterior por tener una unidad más de su número atómico. Al contrario de como ocurre en el caso de los grupos de la tabla periódica, los elementos que componen una misma fila tienen propiedades diferentes, pero masas similares: todos los elementos de un período tienen el mismo número de orbitales. Siguiendo esa norma, cada elemento se coloca según su configuración electrónica. Este primer período es muy corto, contiene menos elementos que cualquier otra fila de la tabla, solo el hidrógeno y el helio; ambos tienen solo el orbital 1s por lo que coinciden como elementos del bloque s.

### Configuración electrónica
Un elemento del período 1 es uno de los elementos químicos de la primera fila (o período) de la tabla periódica de elementos químicos. En la descripción mecánica cuántica de la estructura atómica, este período corresponde solo al llenado del orbital 1s, que es el orbital electrónico de menor energía.
La configuración (también llamada configuración electrónica) es la manera en cómo los electrones se encuentran acomodados en un átomo, molécula o en otra estructura física, de acuerdo con la aproximación orbital en la cual la función de onda del sistema se expresa como un producto de orbitales antisimetrizado. Los elementos del período 1 no siguen la regla del octeto; es decir, que los átomos de los elementos de este período no completan sus últimos niveles de energía con una cantidad de ocho electrones, según la Regla de Hund. El número máximo de electrones que pueden acomodar los dos elementos el período 1 es dos; un elemento con una configuración de dos electrones recibe el nombre de «dúo».[cita requerida]

## Elementos

### Hidrógeno

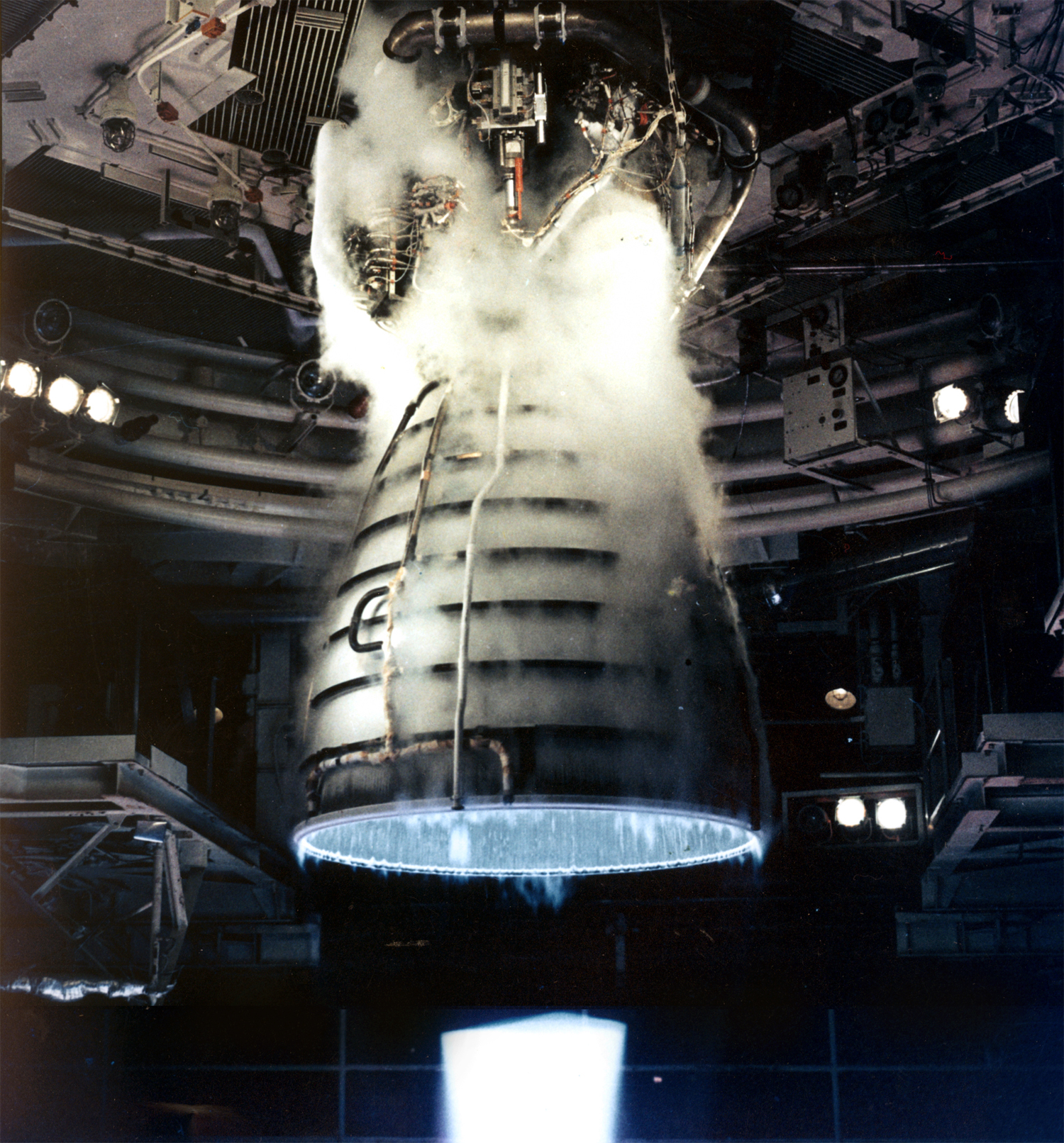
El motor principal de un transbordador espacial en despegue utilizando hidrógeno y oxígeno como combustibles para su viaje.

El hidrógeno (H) es el elemento químico de número atómico 1. En condiciones normales de presión y temperatura, el hidrógeno es un gas diatómico incoloro, inodoro, no metálico, insípido y altamente inflamable, con la fórmula molecular H2. Con una masa atómica de 1, 00797 amu, el hidrógeno es el elemento más ligero.
El hidrógeno es el elemento químico más abundante, con aproximadamente un 75% de la masa elemental del universo. Las estrellas de la secuencia principal se componen principalmente de hidrógeno en estado plasmático. El hidrógeno elemental es relativamente raro en la Tierra, y es producido industrialmente a partir de hidrocarburos como el metano, tras el cual el hidrógeno elemental es utilizado «captivamente» (es decir, en el lugar de producción). Los mercados más grandes se dividen casi por igual entre la mejora de combustibles fósiles, como el hidrocraqueo, o la producción de amoníaco, principalmente por el mercado de fertilizantes. El hidrógeno se puede producir a partir del agua mediante un proceso conocido como electrólisis (que consiste en la separación de los elementos que forman un compuesto aplicando electricidad: se produce en primer lugar la descomposición en iones, seguida de diversos efectos o reacciones secundarias según los casos concretos), pero este proceso tiene un coste comercial considerablemente superior al de la producción de hidrógeno a partir de gas natural.
El isótopo natural más común del hidrógeno, conocido como átomo de hidrógeno, tiene un único protón y ningún neutrón. En compuestos iónicos, puede asumir o bien una carga positiva, convirtiéndose en un catión compuesto de un simple protón, o bien una carga negativa, convirtiéndose en un anión conocido como hidruro. El hidrógeno puede formar compuestos con la mayoría de elementos y está presente en el agua y la mayoría de compuestos orgánicos. Tiene un papel especialmente importante en la reacción ácido-base, en la que muchas reacciones implican el intercambio de protones entre moléculas solubles. Siendo el único átomo neutro por el que la ecuación de Schrödinger se puede resolver de manera analítica, el estudio de la energética y el espectro del átomo de hidrógeno ha tenido un papel clave en el desarrollo de la mecánica cuántica.
Las interacciones del hidrógeno con varios metales son muy importantes en la metalurgia, pues muchos metales pueden sufrir fragilización por hidrógeno, y en el desarrollo de métodos seguros para almacenarlo como combustible. El hidrógeno es altamente soluble en muchos compuestos que incluyen metales de las tierras raras y metales de transición y se puede disolver en metales tanto cristalinos como amorfos. La solubilidad del hidrógeno en los metales es influida por distorsiones o impurezas locales en la red cristalina del metal.

### Helio

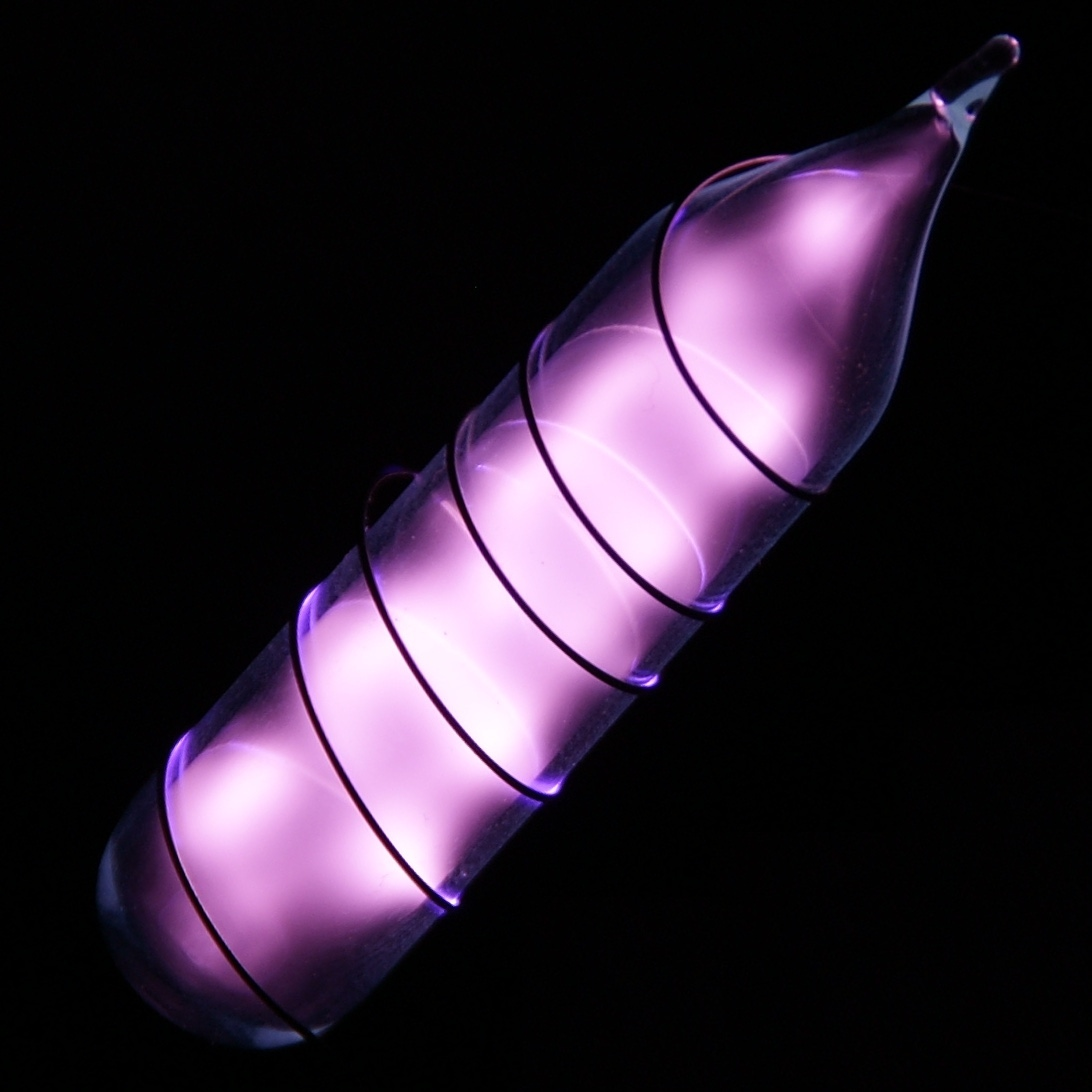
Captura de un recipiente de gas lleno con helio.

El helio (He) es un elemento químico monoatómico, inerte, incoloro, inodoro, insípido y no tóxico que encabeza el grupo de los gases nobles de la tabla periódica, y que tiene el número atómico 2. Sus puntos de ebullición y fusión son los más bajos de todos los elementos, y solo existe en forma de gas, excepto en condiciones extremas.
El helio fue descubierto en 1868 por el astrónomo francés Pierre Janssen, que detectó por primera vez la sustancia como una firma de línea espectral amarilla desconocida a la luz de un eclipse solar. En 1903, se descubrieron grandes reservas de helio en los yacimientos de gas natural de Estados Unidos, primer lugar mundial en la provisión de este gas. Esta sustancia se usa en criogenia, en sistemas de respiración submarina, para enfriar imanes superconductores, en datación por helio, para inflar globos, para proporcionar sustentación a los dirigibles y como gas protector en aplicaciones industriales como la soldadura por arco y la producción de obleas de silicio. La inhalación de un volumen reducido de este gas cambia temporalmente el timbre y la calidad de la voz humana. El comportamiento de las dos fases fluidas del helio-4 líquido, el helio I y helio II, es importante para los investigadores que estudian la mecánica cuántica, y más concretamente el fenómeno de la superfluidez, así como para los investigadores que estudian los efectos de las temperaturas cercanas al cero absoluto sobre la materia, como en el caso de la superconductividad.
El helio es el segundo elemento más ligero y también el segundo más abundante en el universo observable. La mayoría del helio se formó durante el Big Bang, pero se sigue creando helio como resultado de la fusión nuclear de hidrógeno en las estrellas. En la Tierra, el helio es relativamente raro y es creado por la desintegración natural de algunos elementos radiactivos, pues las partículas alfa que emiten son núcleos de helio. Este helio radiogénico queda atrapado con el gas natural a concentraciones de hasta un 7 % en volumen, de donde se extrae comercialmente por medio de un proceso de separación a baja temperatura llamado destilación fraccionada.